# Rusija
Rusija (rusko Росси́я, Rossíja) ali Ruska federacija (Росси́йская Федера́ция, Rossíjskaja Federácija ) je država v Vzhodni Evropi in Severni Aziji. Je največja država po površini na svetu, razteza se čez enajst časovnih pasov in meji na štirinajst držav. Po prebivalstvu je Rusija na devetem mestu med državami sveta in prva v Evropi. Glavno in največje mesto države je Moskva. Sankt Peterburg je drugo največje mesto v Rusiji in velja za »kulturno prestolnico« države. Druga večja mesta so Novosibirsk, Jekaterinburg, Nižni Novgorod, Kazan, Čeljabinsk, Krasnojarsk, Samara in Omsk.
Prva vzhodnoslovanska država, Kijevska Rusija (prednica današnjih Ukrajine, Belorusije in Rusije), je nastala v 9. stoletju in leta 988 je sprejela pravoslavno krščanstvo od Bizantinskega cesarstva. Kijevska Rusija je kasneje razpadla, iz nje pa je med drugim izšla Moskovska velika kneževina, ki je zrasla v Rusko carstvo. Do začetka 18. stoletja se je Rusija močno povečala z osvojitvami, priključitvami in dosežki ruskih raziskovalcev ter postala Ruski imperij, ki ostaja tretji največji v zgodovini. Ruska revolucija leta 1917 je končala monarhično vladavino in zamenjala jo je RSFSR, prva ustavno socialistična država na svetu. Po ruski državljanski vojni je RSFSR s še tremi sovjetskimi republikami ustanovila Sovjetsko zvezo, v kateri je bila največja in najpomembnejša članica. Sovjetska zveza je v 30. letih na račun milijonov življenj doživela hitro industrializacijo in v drugi svetovni vojni na vzhodni fronti odigrala odločilno vlogo za zaveznike. V obdobju hladne vojne je tekmovala z Združenimi državami za globalni ideološki vpliv. Sovjetsko obdobje je bilo čas najpomembnejših ruskih tehnoloških dosežkov, vključno s prvim umetnim satelitom in prvo človeško odpravo v vesolje.
Po razpadu Sovjetske zveze leta 1991 je Ruska SFSR postala neodvisna Ruska federacija. Sprejeta je bila nova ustava, ki je uveljavila federalni polpredsedniški sistem. Od preloma stoletja v ruskem političnem sistemu dominira Vladimir Putin, pod komer je država doživela demokratično nazadovanje in premik proti avtoritarizmu. Rusija je bila vpletena v več vojn v bivših sovjetskih in drugih državah, vključno s prvo in drugo čečensko vojno, rusko-gruzijsko vojno, sirsko državljansko vojno ter rusko-ukrajinsko vojno. Leta 2014 je okupirala in si po mednarodno nepriznanem referendumu priključila Krimski polotok, leta 2022 pa še štiri ukrajinske oblasti. Zaradi agresije na Ukrajino je Rusija od 2014 in zlasti od 2022 podvržena večjemu številu mednarodnih sankcij.
Na mednarodnem nivoju se Rusija uvršča na najnižja mesta po merilih demokracije, človekovih pravic in svobode medijev, zaznamuje jo tudi visok nivo korupcije. Rusko gospodarstvo je 11. na svetu po nominalnem BDP in se močno zanaša na svoje obilne naravne vire. Njeni mineralni in energetski viri so največji na svetu in prihodki od proizvodnje nafte ter zemeljskega plina so globalno visoko uvrščeni. Ruski BDP na prebivalca je 68.; Rusija ima največjo zalogo jedrskega orožja in tretje najvišje izdatke za obrambo na svetu. Država je stalna članica Varnostnega sveta Združenih narodov, članica G20, Šanghajske organizacije sodelovanja, BRICS, Azijsko-pacifiškega gospodarskega sodelovanja, Organizacije za varnost in sodelovanje v Evropi in Svetovne trgovinske organizacije. Je vodilna članica postsovjetskih organizacij, kot so Skupnost neodvisnih držav, Evrazijska ekonomska unija in Organizacija dogovora o skupni varnosti. V Rusiji je 30 objektov Unescove svetovne dediščine.

## Etimologija
Rusko ime države Россия (Rossija) izhaja iz bizantinskega grškega imena za Kijevsko Rusijo Ρωσία (Rosía). Nova oblika imena Rus', Росия (Rosija), je bila izposojena iz grškega izraza in je bila prvič uporabljena leta 1387. Ime Rossija se je v ruskih virih pojavilo konec 15. stoletja, vendar so državo njeni prebivalci do konca 17. stoletja pogosteje imenovali med drugim »Rus'«, »ruska zemlja« (Russkaja zemlja) ali »Moskovska država« (Moskovskoje gosudarstvo). Leta 1721 je Peter Veliki spremenil ime države iz Ruskega carstva (Russkoje carstvo) v Ruski imperij (Rossijskaja imperija).
Čeprav v slovenščini tudi v zgodovinskem kontekstu (še posebno pri Kijevski Rusiji) uporabljamo besede Rusija/Rus'/Rusi, ki so po zapisu enake oz. podobne sodobnemu pomenu teh besed, jih ne moremo enačiti, saj se nanašajo na skupno prednico sodobne Ukrajine, Belorusije ter Rusije. Belorusi in Rusi so šele kasneje prevzeli to ime. Za ločeno rusko državo se je beseda Rus/Rusija v sodobnem pomenu deloma začela uporabljati v 15. stoletju, vse do 18. stoletja se je zanjo predvsem v Evropi uporabljalo ime Moskovija (latinsko Moscovia).
V ruščini je več besed, ki se v slovenščino prevedejo kot »Rusi«: – русские, russkije, ki se nanaša na narodnostne Ruse, российские, rossijskije, državljani Rusije ne glede na narodnost, in v zadnjem času priljubljeno россияне, rossijane, ruski državljani ruske države. Po Zgodovini minulih let izhaja beseda Rus' iz Ruskih ljudi, ki so bili švedsko pleme in so bili izvorni trije člani dinastije Rurikidov. Finska beseda za Švede, ruotsi, ima isti izvor. 
Poznejše arheološke študije večinoma potrjujejo to teorijo.

## Zgodovina

### Zgodnja zgodovina
Prve človeške naselbine na območju Rusije segajo v zgodnji paleolitik. Predstavniki Homo erectusa so pred okrog 2 milijonoma let migrirali na območje Tamanskega polotoka v južni Rusiji. Na Severnem Kavkazu so našli kremenasta orodja, stara okrog 1,5 milijona let. Radiokarbonsko datirani primerki iz Denisove jame v gorovju Altaj nakazujejo, da je najstarejši denisovec živel 195–122.700 let nazaj. V omenjeni jami je bil odkrit tudi fosil Denny, križanke med neandertalcem in denisovcem, ki je živela okrog 90.000 let nazaj. V Mezmajski jami v Rusiji so bili najdeni eni zadnjih preživelih neandertalcev izpred okrog 45.000 let.
Prve sledi zgodnjih sodobnih ljudi v Rusiji segajo 45.000 let nazaj v Zahodno Sibirijo. Gosto posejane kulturne ostanke anatomsko sodobnih ljudi, stare vsaj 40.000 let, so odkrili v Kostjonki-Borščjovem in stare 34.600 let pri Sungirju, oboje v Evropski Rusiji. Arktično Rusijo so ljudje dosegli vsaj 40.000 let nazaj v Mamontovi Kurji. Antično severnoevrazijsko prebivalstvo Sibirije, genetsko podobno maltinsko-buretski in afontovski kulturi, je bilo pomemben genetski darovalec antičnim ameriškim domorodcem in vzhodnoevropskim lovcem-nabiralcem.
Po kurganski hipotezi je regija ob Volgi in Dnepru na jugu Rusije in v Ukrajini pradomovina Protoindoevropejcev. Zgodnje indoevropske migracije iz Pontsko-kaspijske stepe v Ukrajini in Rusiji so razširile poreklo jamne kulture in indoevropske jezike po velikem delu Evrazije. Nomadsko pastirstvo se je razvilo v Pontsko-kaspijski stepi na začetku bakrene dobe. Ostanke teh stepskih civilizacij so odkrili v krajih, kot so Ipatovo, Sintašta, Arkaim, in Pazirik, ki vsebujejo najzgodnejše znane sledi konj v bojevanju. Genetsko sestavo govorcev jezikov uralske družine v severni Evropi je oblikovala migracija iz Sibirije, ki se je začela vsaj 3500 let nazaj.
Med 3. in 4. stoletjem našega štetja je v južni Rusiji obstajalo gotsko kraljestvo Ojum, ki so ga pozneje zasedli Huni. Med 3. in 6. stoletjem našega štetja so nomadske invazije, ki so jih vodila vojaška plemena, kot so bili Huni in Avari, nadvladale tudi Bosporsko kraljestvo, helenistično državo, ki je nasledila grške kolonije. Hazari, turško ljudstvo, so do 10. stoletja vladali stepam med Kavkazom na jugu, porečjem Volge na vzhodu in zahodno vse do Kijeva na Dnepru. Za njimi so prišli Pečenegi, ki so ustvarili veliko konfederacijo, ki so jo prevzeli Kumani in Kipčaki.
Predniki Rusov so slovanska plemena, ki so se ločila od Protoindoevropejcev, ki so se pojavili v severovzhodnem delu Evrope okrog 1500 let nazaj. Vzhodni Slovani so postopoma poselili zahodno Rusijo (približno med današnjima Moskvo in Sankt Peterburgom) v dveh valovih: prvem iz Kijeva do današnjih Suzdala in Muroma ter drugem iz Polocka do Novgoroda in Rostova. Pred slovanskimi selitvami so to območje poseljevala ugrofinsko govoreča ljudstva. Od 7. stoletja naprej so prispeli Vzhodni Slovani počasi asimilirali domorodce.
Izoblikoval se je vladajoči razred knezov, bojarjev in njihovega oboroženega spremstva mužov.

### Kijevska Rusija
Vzpostavitev prvih vzhodnoslovanskih držav v 9. stoletju je sovpadla s prihodom Varjagov, Vikingov z območja današnje Švedske, ki so se podali vzdolž vodnih poti, ki so se raztezale od vzhodnega Baltika do Črnega in Kaspijskega morja. Po Zgodovini minulih let so leta 862 Varjaga po imenu Rurik iz ljudstva starih Rusov izvolili za vladarja Novgoroda. Leta 882 se je njegov naslednik Oleg podal na jug in osvojil Kijev, ki je pred tem plačeval davek Hazarom. Rurikov sin Igor in Igorjev sin Svjatoslav sta podvrgla vse lokalne Vzhodne Slovane kijevski oblasti in uničila hazarski kaganat ter sprožila več vojaških odprav v Bizanc in Perzijo.
V 10. in 11. stoletju je bila Kijevska Rusija ena največjih in najbolj cvetočih držav v Evropi. Vladavina Vladimirja I. (980–1015) in njegovega sina Jaroslava Modrega (1019–1054) predstavljata zlato dobo Kijeva, v kateri je bila od Bizanca sprejeta pravoslavna krščanska vera in zapisan prvi vzhodnoslovanski zakonik, Russkaja Pravda. Sledilo je obdobje fevdalizma in decentralizacije, za katero so značilni neprestani politični boji med člani ruriške dinastije, ki je kolektivno vladala Kijevski Rusiji. Nastajale so nove kneževine. Dominanca Kijeva je upadala, kar je koristilo Vladimiro-Suzdalski kneževini na severovzhodu, Novgorodski republiki na severu in Gališko-volinski kneževini na jugozahodu. Do 12. stoletja je Kijev izgubil svojo premoč in Kijevska Rusija je razpadla na več kneževin. Knez Andrej Bogoljubski je leta 1169 oplenil Kijev in za svoj sedež določil Vladimir, s čimer se je politična moč premaknila na severovzhod.
Pod poveljstvom Aleksandra Nevskega so Novgorodčani odbili švedski napad v bitki na Nevi leta 1240, pa tudi nemške križarje v bitki na Čudskem jezeru leta 1242.
Mongoli so si po bitki pri Kalki leta 1223 podjarmili vse ruske kneževine razen Novgoroda. Kijevska Rusija je naposled podlegla mongolski invaziji v letih 1237–1240, ki ji je sledilo plenjenje Kijeva (1240) in drugih mest, pa tudi smrt velikega dela prebivalstva. Napadalci, pozneje znani kot Tatari, so oblikovali državo Zlato hordo, ki je območju vladala naslednji dve stoletji. Tuji zasedbi se je izognila le Novgorodska republika, tako da se je dogovorila za plačilo davka Mongolom. Gališko-volinska kneževina je kasneje postala del Litve in Poljske, medtem ko je Novgorodska republika še naprej cvetela na severu. Na severovzhodu so bizantinsko-slovanske tradicije Kijevske Rusije prilagodili in oblikovali rusko avtokratsko državo. Pod Mongoli in Tatari je Rusija zaostala za evropskim družbenim razvojem.

### Moskovska velika kneževina
Uničenju Kijevske Rusije je sledil vzpon Moskovske velike kneževine, sprva kot del Vladimiro-Suzdalske kneževine.(str.11–20) Čeprav je bila Moskva še vedno pod vladavino Mongolov-Tatarov, so ji ti dopustili, da na začetku 13. stoletja začela uveljavljati svoj vpliv na tem območju in je postopoma postala v vodilna sila v »zbiranju ruskih dežel«. Ko se je leta 1325 v Moskvo preselil sedež metropolita Ruske pravoslavne cerkve, se je njen vpliv povečal. Moskovski veliki knezi so s pomočjo cerkve, mest in novega plemstva postavili temelje centralizirane države. Moskovski poslednji tekmec, Novgorodska republika, je cvetela kot glavno središče trgovine s kožami in najvzhodnejše pristanišče Hanzeatske zveze.
Leta 1380 je združena vojska ruskih kneževin pod vodstvom Dimitrija Donskega Moskovskega zadala Mongolom-Tatarom prelomni poraz v kulikovski bitki. Z Moskvo se je postopoma zlila materinska kneževina in sosednje kneževine, vključno z nekdaj močnimi tekmeci, kot sta Tverska kneževina in Novgorodska republika.
Ivan III. (»Veliki«) se je znebil nadoblasti Zlate horde (prenehal ji je plačevati davek) in utrdil celotno severno Rusijo (zlomil je vpliv Tvera in Novgoroda) pod oblastjo Moskve; bil je prvi ruski vladar, ki si je nadel naziv »Veliki knez vseh Rusov«. Po padcu Konstantinopla leta 1453 si je Moskva lastila nasledstvo za dediščino Vzhodnorimskega cesarstva. Ivan III. se je poročil s Sofijo Paleolog, nečakinjo zadnjega bizantinskega cesarja Konstantina XI. Paleologa, in sprejel bizantinskega dvoglavega orla za svoj ter navsezadnje ruski grb. Vasilij III. je na začetku 16. stoletja združil celotno Rusijo s priključitvijo nekaj zadnjih neodvisnih ruskih držav.

### Rusko carstvo
V duhu ideje o tretjem Rimu je bil leta 1547 Ivan IV. (»Grozni«) uradno okronan kot prvi car Rusije. Car je razglasil nov zakonik (Sudebnik iz leta 1550), ustanovil prvo rusko fevdalno predstavniško telo (zemski sobor), prenovil vojsko, omejil vpliv duhovščine in reorganiziral lokalno upravo. Med svojo dolgo vladavino je Ivan skoraj podvojil že tako veliko rusko ozemlje s priključitvijo treh tatarskih kanatov: Kazanskega in Astrahanskega ob Volgi ter Sibirskega v jugozahodni Sibiriji. Nazadnje se je do konca 16. stoletja Rusija razširila vzhodno od Uralskega gorovja. Toda carstvo je oslabila dolga in neuspešna livonska vojna proti koaliciji kraljevine Poljske in Velike litovske kneževine (pozneje združeni v Republiki obeh narodov), kraljevine Švedske in Dansko-Norveške za dostop do baltske obale in pomorske trgovine. Leta 1572 je ruska vojska napadajoče Krimske Tatare popolnoma porazila v ključni bitki pri Molodjah.
S smrtjo Ivanovih sinov leta 1598 se je končala stara dinastija Rurikov, kar je skupaj s strašno lakoto 1601–1603 sprožilo politično krizo, znano kot obdobje težav, vključno z državljansko vojno, vladavino pretendentov in tujim posredovanjem. Razmere je izkoristila Republika obeh narodov in zasedla dele Rusije vse do prestolnice Moskve. Leta 1612 je ruski prostovoljski korpus pod poveljstvom trgovca Kuzma Minina in kneza Dimitrija Požarskega Poljake prisilil k umiku. Leta 1613 je po odločitvi zemskega sobora prestol zasedla bojarska dinastija Romanovih in država si je postopoma opomogla od krize.
V 17. stoletju, obdobju Kozakov, je Rusija nadaljevala z ozemeljsko rastjo. Leta 1654 je ukrajinski voditelj Bogdan Hmelnicki ponudil Ukrajini zaščito ruskega carja Alekseja, čigar sprejetje te ponudbe je vodilo v še eno rusko-poljsko vojno. Nazadnje so Ukrajino razdelili vzdolž Dnepra, tako da sta bila Levobrežna Ukrajina in Kijev pod rusko vladavino. Na vzhodu se je nadaljevalo hitro rusko raziskovanje in kolonizacija velikanske Sibirije v lovu na dragocene kože in slonovino. Ruski raziskovalci so pritiskali na vzhod predvsem po sibirskih rečnih poteh in do sredine 17. stoletja so zrasle ruske naselbine v vzhodni Sibiriji, na Čukotskem polotoku, vzdolž reke Amur in na obali Tihega oceana. Leta 1648 je Semjon Ivanovič Dežnjov postal prvi Evropejec, ki je preplul Beringov preliv.

### Ruski imperij
Peter I. je leta 1721 Rusijo proglasil za imperij in vzpostavil kot eno evropskih velesil. V svoji vladavini med letoma 1682 in 1725 je porazil Švedsko v veliki severni vojni (1700–1721), s čimer je državi zagotovil dostop do morja in pomorske trgovine. Leta 1703 je Peter I. na Baltskem morju ustanovil novo rusko prestolnico Sankt Peterburg. Med svojo vladavino je uveljavil radikalne reforme, s katerimi je Rusijo kulturno približal zahodni Evropi, vendar se je položaj tlačanov v tem obdobju poslabšal. Spodbujal je manufakture, trgovino in gospodarstvo. Na prestolu ga je nasledila Katarina I. (1725–1727), ki jo je nasledil Peter II. (1727–1730), njega pa Ana. Med vladavino hčere Petra I. Elizabete v letih 1741–1762 se je Rusija vpletla v sedemletno vojno (1756–1763). Med tem spopadom so ruske enote zasedle Vzhodno Prusijo in dosegle Berlin. Toda po Elizabetini smrti je Prusiji naklonjeni car Peter III. vse te osvojitve vrnil kraljevini Prusiji.
Katarina II. (»Velika«), ki je vladala med letoma 1762 in 1796, je vodila rusko razsvetljenstvo. Ruski politični nadzor je razširila na Poljsko-litovsko državo in Rusiji priključila večino njenih ozemelj, s čimer je postala država z največjim številom prebivalcev v Evropi. Na jugu je v uspešnih rusko-turških vojnah proti Osmanskemu cesarstvu rusko mejo pomaknila do Črnega morja in razpustila Krimski kanat ter priključila Krim. Po zmagah nad kadžarskim Iranom med rusko-perzijskimi vojnami v prvi polovici 19. stoletja je Rusija osvojila tudi Kavkaz. Naslednik Katarine, sin Pavel, je bil nestanoviten in se je osredotočal predvsem na domače zadeve. Po njegovi kratki vladavini je strategijo Katarine nadaljeval Aleksander I. (1801–1825), ki je leta 1809 oslabljeni Švedski iztrgal Finsko, leta 1812 pa Osmanom Besarabijo. V Severni Ameriki so Rusi postali prvi Evropejci, ki so dosegli in kolonizirali Aljasko. V letih 1803–1806 je bilo izvedeno prvo rusko obplutje sveta. Leta 1820 je ruska odprava odkrila celino Antarktiko.

#### Velesila in razvoj družbe, znanosti in umetnosti
Med napoleonskimi vojnami se je Rusija pridružila zavezništvu različnih evropskih sil, ki so se borile proti Franciji. Francoska invazija na Rusijo na višku Napoleonove moči leta 1812 je dosegla Moskvo, vendar je na koncu spodletela, saj je trdovraten odpor v kombinaciji z ostro rusko zimo močno porazil napadalce, vseevropsko vojsko Grande Armée pa privedel na rob popolnega uničenja. Pod vodstvom Mihaila Kutuzova in Michaela Andreasa Barclaya de Tollyja je Ruska imperialna vojska izrinila Napoleona in v vojni Šeste koalicije napredovala po Evropi ter naposled vstopila v Pariz. Aleksander I. je nadzoroval rusko delegacijo na dunajskem kongresu, ki je določil zemljevid postnapoleonske Evrope.
Častniki, ki so Napoleona preganjali v Zahodno Evropo, so nazaj v Rusijo prinesli ideje liberalizma in v ponesrečenem uporu dekabristov leta 1825 poskušali zmanjšati carjevo moč, vendar je bila vstaja zadušena. Ob koncu konservativne vladavine Nikolaja I. (1825–1855) je vrhunec ruske moči in vpliva v Evropi prekinil poraz v krimski vojni.

#### Velike liberalne reforme in kapitalizem
Nikolajev naslednik Aleksander II. (1855–1881) je širom države sprejel velike spremembe, vključno s kmečko reformo 1861. Te reforme so spodbudile industrializacijo in posodobile Rusko imperialno vojsko, ki je ob koncu rusko-turške vojne (1877–1878) osvobodila velik del Balkana izpod turške vladavine. Večino 19. in začetek 20. stoletja sta Rusija in Britanski imperij skrivoma sodelovala glede emirata Afganistana in sosednjih območij v Centralni in Južni Aziji; rivalstvo med dvema velikima evropskima imperijema je postalo znano kot Velika igra.
Na koncu 19. stoletja je v Rusiji prišlo do vzpona različnih socialističnih gibanj. Aleksandra II. so leta 1881 ubili revolucionarni teroristi. Vladavina njegovega sina Aleksandra III. (1881–1894) je bila manj liberalna, vendar miroljubnejša. Rusija se je v tem času povezala s Francijo, ruski nacionalizem pa je postal pomembna politična sila, ki se je navzven kazal kot panslavizem (predvsem proti Avstro-Ogrski), navznoter pa kot rusifikacija Poljske in Finske.
Z industrijskim proletariatom se je pojavilo tudi delavsko gibanje. Leta 1897 je bila ustanovljena Ruska socialdemokratska delavska stranka, ki se je lete 1903 razcepila na boljševike (Lenin, Trocki) in menjševike (Plehanov, Akselrod, Martov).

#### Ustavna monarhija in svetovna vojna
Pod zadnjim ruskim carjem Nikolajem II. (1894–1917) je ponižujoč poraz v rusko-japonski vojni sprožil revolucijo leta 1905. Vstaja je bila zadušena, vendar je bila vlada prisiljena sprejeti velike reforme (ruska ustava 1906), vključno s svobodo govora in zbiranja, legalizacijo političnih strank ter oblikovanjem izvoljenega predstavniškega telesa, državne dume, ki je predstavljala interese meščanstva.

### Revolucija in državljanska vojna
Leta 1914 je Rusija v odgovor na vojno napoved Avstro-Ogrske ruski zaveznici Srbiji vstopila v prvo svetovno vojno in se borila na več frontah, čeprav je bila izolirana od svojih zaveznikov v antanti. Leta 1916 je Ruska imperialna vojska z Brusilovsko ofenzivo skoraj v celoti uničila avstro-ogrsko vojsko na vzhodni fronti, a so ji lastne velike izgube onemogočile nadaljnje napredovanje. Ne glede na to so rastoči stroški vojne, velike žrtve ter sumi korupcije in izdaj še poglobili nezaupanje javnosti v režim. Vse to je ustvarilo vzdušje za rusko revolucijo leta 1917, ki je bila izpeljana v dveh dejanjih – februarski in oktobrski revoluciji. Na začetku leta 1917 je bil Nikolaj II. prisiljen abdicirati; on in njegova družina so bili zaprti in pozneje usmrčeni med rusko državljansko vojno. Monarhijo je zamenjala negotova koalicija političnih strank, ki se je razglasila za začasno vlado in je razglasila Rusko republiko. 19. januarja 1918 je Ruska ustavodajna skupščina Rusijo razglasila za demokratično federalno republiko (in je tako ratificirala odločitev Začasne vlade). Naslednji dan je Ustavodajno skupščino Vseruski centralni izvršni komite razpustil.
Obstajal je alternativni socialistični establišment, Petrograjski sovjet, mu je vpliv dajal demokratično izvoljen svet delavcev in kmetov, sovjet. Vladavina nove oblasti krize v državi ni rešila, temveč jo je še poslabšala. Oktobrska revolucija pod vodstvom boljševiškega voditelja Vladimirja Lenina je strmoglavila začasno vlado in dala polno moč vladanja sovjetom ter tako ustvarila prvo socialistično državo na svetu. Med protikomunističnim Belim gibanjem in boljševiki s svojo Rdečo armado je izbruhnila ruska državljanska vojna. S podpisom brestlitovskega miru, ki je končal sovražnosti s centralnimi silami v prvi svetovni vojni, je boljševiška Rusija predala večino svojih zahodnih ozemelj, ki so predstavljala 34 % njenega prebivalstva, 54 % njene industrije, 32 % njene kmetijske zemlje in okrog 90 % rudnikov premoga.
Zavezniki so sprožili neuspešno vojaško posredovanje v podporo protikomunističnim silam. Medtem so tako boljševiki kot tudi belo gibanje drugi proti drugim izvajali kampanje deportacij in usmrtitev, kar je znano kot rdeči in beli teror. Ob koncu nasilne državljanske vojne sta bili ruska ekonomija in infrastruktura močno poškodovani in življenje je izgubilo do 10 milijonov ljudi, večinoma civilistov. Milijoni so postali beli emigranti. Ruska lakota 1921–1922 je terjala do pet milijonov žrtev.

### Sovjetska zveza

#### Plansko gospodarstvo in sovjetska družba
30. decembra 1922 so Lenin in sodelavci z združitvijo Ruske SFSR, Beloruske, Ukrajinske in Transkavkaške republike v eno državo ustanovili Sovjetsko zvezo. Postopoma so notranje spremembe mej in priključitve med drugo svetovno vojno ustvarile unijo republik; največja po ozemlju in prebivalstvu je bila Ruska SFSR, ki je uniji dominirala politično, kulturno in gospodarsko.
Po Leninovi smrti leta 1924 je bila za prevzem oblasti imenovana trojka (Josif Stalin, Grigorij Zinovjev in Lev Kamenjev). Na koncu je Stalin, generalni sekretar Komunistične partije Sovjetske zveze, uspel zatreti vse opozicijske frakcije in utrditi moč v svojih rokah ter v 30. letih postal državni diktator. Leva Trockega, glavnega zagovornika svetovne revolucije, so leta 1929 izgnali iz Sovjetske zveze in uradna linija je postala Stalinova ideja socializma v eni državi. Nadaljnji notranji boji v boljševiški partiji so vodili v veliko čistko.

#### Stalinizem in nasilna modernizacija
Pod Stalinovim vodstvom je država uveljavila plansko gospodarstvo, industrializacijo večinoma kmečke države in kolektivizacijo svojega kmetijstva. V tem obdobju hitrih ekonomskih in socialnih sprememb so milijone ljudi poslali v kazenska delovna taborišča, vključno z veliko političnimi obsojenci, obsojenimi za domnevno ali dejansko opozicijo Stalinovi vladavini; milijone ljudi so deportirali ali izgnali v odročne predele Sovjetske zveze. Tranzicijska dezorganizacija državnega kmetijstva, ostre državne politike in suša so povzročili sovjetsko lakoto 1932–1933, ki je vzela življenje do 8,7 milijona ljudi, od tega 3,3 milijona v Ruski SFSR. V kratkem časovnem obdobju je Sovjetska zveza izvedla drago preobrazbo pretežno kmetijskega gospodarstva v veliko industrijsko silo.

#### Druga svetovna vojna in Združeni narodi
Sovjetska zveza je vstopila v drugo svetovno vojno 17. septembra 1939 s svojo invazijo na Poljsko, skladno s tajnim protokolom v okviru pakta Ribbentrop-Molotov z Nacistično Nemčijo. Pozneje je Sovjetska zveza napadla Finsko, okupirala ter si priključila baltske države, pa tudi dele Romunije.:91–95 22. junija 1941 je Nemčija napadla Sovjetsko zvezo in tako odprla vzhodno fronto, največje prizorišče druge svetovne vojne.:7
Nemčija je zajela okrog 5 milijonov enot Rdeče armade;:272 s stradanjem do smrti ali na druge načine je ubila 3,3 milijona sovjetskih vojnih ujetnikov in veliko število civilistov, saj so Nemci sledili »Hungerplanu« za uresničitev Generalplana Ost.:175–186 Čeprav je Wehrmacht sprva dosegal velike uspehe, je njihov prodor zaustavila bitka za Moskvo. Pozneje so Nemci doživeli velike poraze v bitki za Stalingrad pozimi 1942–1943, nato pa še v bitki za Kursk poleti 1943. Še en nemški poraz je bilo obleganje Leningrada, v sklopu katerega je bilo mesto med letoma 1941 in 1944 na kopnem popolnoma obkoljeno s strani nemških in finskih sil ter je utrpelo stradanje in več kot milijon smrti, vendar se ni predalo. Sovjetske sile so se v letih 1944–1945 podale skozi vzhodno in srednjo Evropo in maja 1945 zajele Berlin. Avgusta 1945 je Rdeča armada napadla Mandžurijo in izrinila Japonce iz severovzhodne Azije ter tako prispevala k zavezniški zmagi nad Japonsko.
Obdobje druge svetovne vojne med letoma 1941–1945 je v Rusiji znano kot velika domovinska vojna. Sovjetska zveza je skupaj z Združenimi državami, Združenim kraljestvom in Kitajsko veljala za velike štiri zavezniške sile druge svetovne vojne in so kasneje postale »štirje policisti«, kar je bila osnova za Varnostni svet Združenih narodov.:27 Med vojno so sovjetske civilne in vojaške žrtve znašale okrog 26–27 milijonov, kar je predstavljalo približno polovico vseh žrtev druge svetovne vojne.:295 Sovjetska ekonomija in infrastruktura sta utrpeli množično uničenje, ki je povzročilo sovjetsko lakoto 1946–1947. Toda za ceno velikih žrtvovanj je Sovjetska zveza postala svetovna velesila.

#### Velesila in hladna vojna
Po drugi svetovni vojni je Rdeča armada skladno z odločitvami potsdamske konference zasedla dele vzhodne in srednje Evrope, vključno z Vzhodno Nemčijo in vzhodnim delom Avstrije. V satelitskih državah Vzhodnega bloka so bile nastavljene komunistične vlade. Ko je Sovjetska zveza postala druga jedrska sila na svetu, je ustanovila zavezništvo Varšavski pakt in s tekmecema Združenimi državami in zvezi NATO vstopila v boj za svetovno prevlado, znan kot hladna vojna.

#### Otoplitvene reforme Hruščova in gospodarski razvoj
Po Stalinovi smrti leta 1953 in kratkem obdobju kolektivnega vodstva je novi voditelj Nikita Hruščov javno obsodil Stalina in začel politiko destalinizacije, v okviru katere je iz delovnih taborišč gulagov izpustil veliko političnih zapornikov. Splošna sprostitev represivnih politik je postala pozneje znana kot »hruščovska otoplitev«. Hkrati so hladnovojne napetosti dosegle vrhunec, ko sta se rivalska bloka spopadla zaradi namestitve ameriških raket Jupiter v Turčiji in sovjetskih raket na Kubi.
4. oktobra 1957 je Sovjetska zveza izstrelila prvi umetni satelit, Sputnik 1, in tako začela vesoljsko dobo. Ruski kozmonavt Jurij Gagarin je na krovu vesoljskega plovila s posadko Vostoka 1 12. aprila 1961 postal prvi človek v Zemljini orbiti.

#### Obdobje razvitega socializma ali stagnacije
Po odstavitvi Hruščova leta 1964 je sledilo še eno obdobje kolektivnega vodstva (Leonid Iljič Brežnjev, Aleksej Nikolajevič Kosigin in Nikolaj Viktorovič Podgorni), dokler ni postal vodja Leonid Brežnjev. Obdobje 70. in začetka 80. let je bilo kasneje poimenovano »obdobje zastoja«. Reforma Kosigina je skušala izvesti delno decentralizacijo sovjetske ekonomije. Po saurski revoluciji leta 1979 v Afganistanu so sovjetske sile izvedle invazijo na državo ter začele sovjetsko-afganistansko vojno. Maja 1988 so Sovjeti zaradi mednarodnega nasprotovanja, vztrajnega protisovjetskega gverilskega bojevanja in pomanjkanja podpore sovjetskih državljanov začeli z umikom iz Afganistana.

#### Perestrojka, demokratizacija in ruska suverenost
Leta 1985 je zadnji sovjetski voditelj Mihail Gorbačov, ki je v sovjetskem sistemu poskušal uveljaviti liberalne reforme, uveljavil politiko glasnosti (odprtost) in perestrojke (prestrukturiranje), da bi končal obdobje gospodarske stagnacije in demokratiziral vlado. Toda to je vodilo v vzpon močnih nacionalističnih in separatističnih gibanj po vsej državi. Pred letom 1991 je bila sovjetska ekonomija druga največja na svetu, toda v svojih zadnjih letih je zapadla v krizo.
Leta 1991 je ekonomski in politični nemir prekipel, saj so se baltske države odločile odcepiti od Sovjetske zveze. 17. marca 1991 je v državi potekal referendum, na katerem je večina glasovala za spremembo Sovjetske zveze v prenovljeno federacijo. Junija 1991 je Boris Jelcin na predsedniških volitvah v Ruski SFSR leta 1991 postal prvi neposredno izvoljen predsednik v ruski zgodovini. Avgusta 1991 je skupina članov Gorbačovove vlade v poskusu ohranitve Sovjetske zveze poskušala izvesti državni udar proti Gorbačovu, vendar je to povzročilo konec Komunistične partije Sovjetske zveze. 25. decembra 1991 je po razpadu Sovjetske zveze nastala sodobna Rusija in še štirinajst drugih postsovjetskih držav. S slednjimi, z izjemo baltskih držav, se je Rusija povezala v Skupnost neodvisnih držav.

### Neodvisna Ruska federacija

#### Tranzicija v tržno gospodarstvo in politične krize
Gospodarski in politični zlom Sovjetske zveze je Rusijo pahnil v globoko in dolgo depresijo. Med in po razpadu Sovjetske zveze so bile sprejete korenite reforme, vključno s privatizacijo in tržno ter trgovinsko liberalizacijo, in radikalne spremembe skladno z doktrino »šokterapije«. Nadzor nad večino podjetij je od državnih agencij prešel v roke posameznikov s povezavami v vladi, kar je omogočilo vzpon zloglasnih ruskih oligarhov. Veliko novoobogatelih je iz države odneslo milijarde gotovine in sredstev. Depresija v gospodarstvu je vodila v sesutje socialnih služb, stopnja rodnosti je padla, stopnja umrljivosti pa zelo zrasla in milijoni so bili pahnjeni v revščino; razmahnili pa so se tudi ekstremna korupcija, kriminalne združbe in organizirani kriminal.
Konec leta 1993 so trenja med Jelcinom in ruskim parlamentom prerasla v ustavno krizo, ki se je končala nasilno z vojaškim posredovanjem. Med krizo je imel Jelcin podporo zahodnih vlad, več kot 100 ljudi pa je bilo ubitih.

#### Moderna liberalna ustava, mednarodno sodelovanje in gospodarska stabilizacija
Po decembrskem referendumu je bila leta 1994 sprejeta nova ruska ustava, ki je močno povečala predsednikova pooblastila. V devetdesetih letih se je na Severnem Kavkazu zgodilo več oboroženih spopadov med lokalnimi etničnimi skupinami ter kot posledica separatističnih islamističnih vstaj. Potem ko so čečenski separatisti na začetku 90. let razglasili neodvisnost, je potekala občasna gverilska vojna med uporniškimi skupinami in ruskimi silami. Čečenski separatisti so izvajali teroristične napade proti civilistom, kar je terjalo na tisoče ruskih življenj.
Po razpadu Sovjetske zveze je Rusija prevzela odgovornost za poravnavanje njenih zunanjih dolgov. Leta 1992 je bil večinoma ukinjen nadzor nad cenami potrošniških izdelkov, kar je povzročilo močno inflacijo in je močno devalviralo rubelj. Kombinacija visokih proračunskih primanjkljajev, vse večjega bega kapitala in nezmožnost poplačila dolgov so povzročili rusko finančno krizo 1998, zaradi katere je BDP še upadel.

#### Premik k modernizirani ekonomiji, politična centralizacija in demokratično nazadovanje
31. decembra 1999 je predsednik Jelcin nepričakovano odstopil in predal svoje mesto na novo nastavljenemu premierju in svojemu izbranemu nasledniku Vladimirju Putinu. Putin je nato zmagal na ruskih predsedniških volitvah leta 2000 in v drugi čečenski vojni premagal čečenski odpor.
Putin je zmagal na ruskih predsedniških volitvah leta 2004. Visoke cene nafte in rast tujih investicij so pripomogli k izboljšanju ruske ekonomije in dvigu življenjskega standarda. Putinova vladavina je povečala stabilnost, vendar je Rusijo preobrazila v avtoritarno državo. Leta 2008 je Putin zavzel mesto premierja, predsednik pa je na ruskih predsedniških volitvah leta 2008 za en mandat postal Dmitrij Medvedjev. To obdobje so opisali kot »tandemokracijo«.
Rusko-gruzijska vojna je izbruhnila 1. avgusta 2008 po diplomatski krizi s sosednjo Gruzijo. V vojni, ki je trajala do 12. avgusta, je Rusija priznala dve separatistični državi na gruzijskem ozemlju, Abhazijo in Južno Osetijo. To je bila prva evropska vojna 21. stoletja.
Leta 2015 se je Rusija vključila v sirsko državljansko vojno na strani Bašarja al Asada, ki ga je finančno podpirala že pred tem in ključno vplivala na potek vojne. 

#### Rusko-ukrajinska vojna
Po valu protestov gibanja Evromajdan v Ukrajini in posledičnem strmoglavljenju tedanjega ukrajinskega proruskega predsednika Viktorja Janukoviča je Rusija leta 2014 okupirala ukrajinski polotok Krim ter si ga po mednarodno nepriznanem referendumu priključila. Sočasno je prišlo do trenj med Ukrajinci in etničnimi Rusi na vzhodu Ukrajine, ki so prerasla v vojno v Donbasu, v kateri je Rusija podpirala separatiste v mednarodno nepriznanih Donecki in Luganski ljudski republiki. Čeprav Rusija in Ukrajina nista uradno vstopili v medsebojno vojno, se obdobje med letoma 2014 in 2022 pogosto opisuje kot obdobje hibridne vojne.
Februarja 2022 je Rusija najprej priznala neodvisnost Donecke in Luganske republike, nato pa ob najavi »posebne vojaške operacije« odkrito napadla Ukrajino. Gre za največjo konvencionalno vojno v Evropi po drugi svetovni vojni. Po uspešnih ukrajinskih protiofenzivah je Rusija prvič po drugi svetovni vojni razglasila »delno mobilizacijo«. Konec septembra je Rusija po izvedbi mednarodno nepriznanih referendumov razglasila priključitev štirih vzhodnih in južnih ukrajinskih oblasti, čeprav jih ne nadzirajo v celoti. Aneksijo, ki je bila največja v Evropi po drugi svetovni vojni, je generalna skupščina ZN označila za nezakonito. Vojna poteka tudi v Rusiji, ki je med drugim avgusta 2024 izgubila nadzor nad delom Kurske oblasti.
Ocenjuje se, da je zaradi vojne umrlo več sto tisoč ljudi, kar je še dodatno poglobilo demografsko krizo v Rusiji. Večji del mednarodne skupnosti je vojno obsodil in zahteval takojšen umik ruskih sil iz Ukrajine, Rusija pa je bila izključena iz Sveta Evrope in Sveta ZN za človekove pravice. Predvsem zahodne države so razširile sankcije proti Rusiji. Več držav in mednarodnih organizacij je Rusijo razglasilo za državo, ki podpira terorizem, nekatere pa tudi za teroristično državo.
Junija 2023 je ruska najemniška skupina Wagner izvedla neuspešen poskus državnega udara. Vodja upora Jevgenij Prigožin je bil kasneje ubit v stmoglavljenju svojega letala nad Rusijo.

## Geografija
Ozemlje Rusije obsega vzhod Evrope in sever Azije. Razteza se čez skrajno severni del Evrazije in ima četrto najdaljšo obalo na svetu, dolgo več kot 37.653 km. Leži med zemljepisnima širinama 41 ° in 82 ° S ter med zemljepisnima dolžinama 19 ° V in 169 ° Z. Od vzhoda do zahoda meri okrog 9000 km, od severa proti jugu pa okrog 2500 do 4000 km. Po kopnem ozemlju je večja od treh celin in ima enako površino kot Pluton.
Rusija ima devet velikih gorstev, ki ležijo v njenih skrajno južnih predelih. Med njimi je velik del Kavkaza (vključno z goro Elbrus, ki je s 5642 m najvišji vrh Rusije in Evrope, Altaj in Sajanske gore v Sibiriji, Vzhodnosibirsko gorovje ter polotok Kamčatka na Ruskem Daljnem vzhodu (vključno s Ključevsko Sopko, ki je s 475 m najvišji aktivni vulkan v Evraziji). Uralsko gorovje, ki poteka od severa proti jugu na zahodu države, je bogato s surovinami in tvori tradicionalno mejo med Evropo in Azijo. Najnižja točka Rusije in Evrope leži ob Kaspijskem jezeru, kjer Kaspijska depresija doseže okrog 29 m pod morsko gladino.
Rusija je ena od treh držav na svetu, ki mejijo na tri oceane, in ima povezave z velikim številom morij. Njeni največji otoki in arhipelagi so Nova dežela, Dežela Franca Jožefa, Severna dežela, Novosibirski otoki, Wranglov otok, Kurilsko otočje (katerega štirje otoki so predmet ozemeljskega spora z Japonsko) in Sahalin. Diomedova otoka, od katerih je eden pod rusko in drugi pod ameriško upravo, sta le 3,8 km narazen, otok Kunašir pa je le 20 km od Hokaida na Japonskem.
V Rusiji je več kot 100.000 rek. Njena jezera vsebujejo približno četrtino svetovne tekoče sladke vode. Bajkalsko jezero, največje in najvidnejše od ruskih sladkovodnih teles je najgloblje, najčistejše, najstarejše in najprostornejše sladkovodno jezero na svetu in vsebuje več kot petino svetovne sladke površinske vode. Ladoško in Oneško jezero v severozahodni Rusiji sta največji jezeri v Evropi. Po skupnih obnovljivih vodnih virih je pred Rusijo le Brazilija. Volga v zahodni Rusiji velja za rusko nacionalno reko in je najdaljša reka v Evropi ter oblikuje delto Volge, največjo rečno delto na celini. Sibirske reke Ob, Jenisej, Lena in Amur so med najdaljšimi rekami na svetu.
V državi so, predvsem v Sibiriji, velika rudna bogastva (zemeljski plin, nafta, črni premog, železo, baker, svinec, cink, platina, zlato, diamanti, boksit, fosfati in soli).
Zahod države leži na Baltskem ščitu in Ruski plošči.

### Podnebje
Velikost Rusije in odmaknjenost veliko njenih območij vodi v dominanco vlažnega celinskega podnebja v večini države, razen v tundri in skrajnem jugozahodu. Gorske verige na jugu in vzhodu blokirajo tok toplih zračnih mas z Indijskega in Tihega oceana, Evropska ravnica, ki se razteza na njenem zahodu in severu, pa jo odpira vplivu Atlantskega in Arktičnega oceana. Večina severozahodne Rusije in Sibirije imata subpolarno podnebje z ekstremno hudimi zimami v notranjih regijah severovzhodne Sibirije (večinoma Jakutija, kjer je severni tečaj mraza z rekordno nizko temperaturo –71,2 °C), in bolj zmernimi zimami drugod. Ruske obsežne obale ob Arktičnem oceanu in Ruski arktični otoki imajo polarno podnebje.
Obalni del Krasnodarskega okraja ob Črnem morju, zlasti Soči, in nekateri obalni in notranji pasovi Severnega Kavkaza imajo vlažno subtropsko podnebje z milimi in vlažnimi zimami. V veliko pokrajinah Vzhodne Sibirije in Ruskega Daljnega vzhoda je zima suha v primerjavi s poletjem; drugi deli države imajo bolj enakomerne padavine v vseh letnih časih. Zimske padavine v večini delov države padajo kot sneg. Skrajno zahodni deli Kaliningrajske oblasti in nekateri deli na jugu Krasnodarskega okraja in Severnega Kavkaza imajo oceansko podnebje. Regija ob spodnji Volgi in ob obali Kaspijskega morja ter nekaj skrajno južnih drobcev Sibirije imajo semipuščavsko podnebje.
V velikem delu ozemlja sta le dva različna letna časa, zima in poletje, saj sta pomlad in jesen običajno kratka. Najhladnejši mesec je januar (ob obali pa februar); najtoplejši je običajno julij. Značilne so velike razlike v temperaturah. Pozimi so temperature nižje od juga proti severu in od zahoda proti vzhodu. Poletja so lahko dokaj vroča, celo v Sibiriji. Podnebne spremembe v Rusiji povzročajo vse pogostejše divje požare in taljenje velikih prostranosti permafrosta v državi.

### Biotska raznovrstnost
Rusija ima zaradi svoje gigantske velikosti raznolike ekosisteme, vključno s polarno puščavo, tundro, gozdno tundro, tajgo, mešane in listopadne gozdove, gozdno stepo, stepo, polpuščavo in subtropski pas. Približno pol ruskega ozemlja je pogozdeno in država ima največje območje gozda na svetu, ki izloči eno največjih količin ogljikovega dioksida na svetu.
Ruska biotska raznovrstnost vključuje 12.500 vrst višjih rastlin, 2200 vrst briofitov, okrog 3000 vrst lišajev, 7000–9000 vrst alg in 20.000–25.000 vrst gliv. Rusko živalstvo sestavlja 320 vrst sesalcev, več kot 732 vrst ptic, 75 vrst plazilcev, okrog 30 vrst dvoživk, 343 vrst sladkovodnih rib (visoki endemizem), okrog 1500 vrst morskih rib, devet vrst Cyclostomi in okrog 100–150,000 nevretenčarjev (visoki endemizem). Približno 1100 redkih in ogroženih rastlinskih in živalskih vrst je vključenih v Rusko rdečo knjigo.
Celotni naravni ekosistemi Rusije so ohranjeni v približno 15.000 posebnih zaščitenih naravnih območjih različnih statusov, ki zasedajo več kot 10 % celotne površine države. V to številko je vključenih 45 biotskih rezervatov, 64 narodnih parkov in 101 naravni rezervat. Država ima še vedno veliko ekosistemov, ki veljajo za neokrnjene, čeprav so ti v upadanju; večinoma ležijo v severnih območjih tajge in subarktične tundre v Sibiriji. Rusija je imela leta 2019 Indeks integritete gozdne pokrajine 9,02 in s tem zasedala 10. mesto med 172 državami; bila je prva med velikimi državami.

## Vlada in politika
Rusija je po ustavi iz leta 1993 simetrična federalna republika s polpredsedniškim sistemom, kjer je predsednik državni poglavar, predsednik vlade pa vodja vlade. Strukturirana je kot večstrankarska predstavniška demokracija, v kateri je zvezna vlada sestavljena iz treh vej:
- Zakonodajna: dvodomna zvezna skuščina Rusije je sestavljena iz 450-članske Državne dume in 170-članskega Sveta federacije,[262] ki sprejema zvezne zakone, napoveduje vojno, sprejema pogodbe, razpolaga z državno blagajno in močjo razrešitve predsednika.[263]
- Izvršilna: predsednik je vrhovni poveljnik oboroženih sil in imenuje Rusko vlado (kabinet) ter druge funkcionarje, ki upravljajo in izvajajo zvezne zakone in politike.[261] Predsednik lahko izdaja dekrete neomejenega obsega, dokler niso v neskladju z ustavo ali zvezno zakonodajo.[264]
- Sodna: Ustavno sodišče Rusije, Vrhovno sodišče Rusije in nižja zvezna sodišča, katerih sodnike imenuje Svet federacije po priporočilih predsednika,[262] interpretirajo zakone in jih lahko spremenijo, v primeru, da ocenijo, da so v neskladju z ustavo.[265]

### Upravne delitve
Federalni subjekti Rusije, imenovani tudi subjekti Ruske federacije (субъекты Российской Федерации, subjekti Rossijskoj Federacii) ali preprosto kot subjekti federacije (субъекты федерации, subjekti federacii), so sestavne enote Rusije, njene najvišje politične enote po ustavi Rusije. Od 18. marca 2014 Rusko federacijo po ustavi sestavlja 85 zveznih subjektov. Dva, ki se nahajata na ukrajinskem polotoku Krim, Sevastopol in Republika Krim, nista mednarodno priznana kot del Rusije. Kaliningrajska oblast je edini zvezni subjekt, geografsko ločen od preostale Ruske federacije z drugimi državami.
Po ruski ustavi Rusko federacijo sestavljajo republike, okraji, oblasti, avtonomna mesta, avtonomna oblast in avtonomna okrožja, ki so vsi enakopravni subjekti Ruske federacije. Tri ruska avtonomna mesta (Moskva, Sankt Peterburg in Sevastopol) imajo status mesta in ločenega zveznega subjekta, ki ga sestavljajo druga mesta (Zelenograd, Troick, Kronštadt, Kolpino itd.) znotraj vsakega zveznega mesta, pri čemer ostajajo starejše strukture poštnih naslovov. Leta 1993 je Ruska federacija obsegala 89 zveznih subjektov. Do leta 2008 se je število zveznih subjektov zaradi več združitev zmanjšalo na 83. Leta 2014 sta po okupaciji in aneksaciji Sevastopol in Republika Krim s stališča Rusije postala njena 84. in 85. zvezna subjekta, vendar mednarodnopravno gre za dela Ukrajine.
Znotraj federacije obstaja (vključuje mednarodno nepriznana ozemlja):
- 21 republik z visoko stopnjo neodvisnosti. Nekaj republik ustreza ozemljem nekaterih etničnih manjšin.
- 9 okrajev (край),
- 48 oblasti (oziroma pokrajin) (область),
- 3 avtonomna mesta (oziroma mesta zveznega pomena, город федерального значения),
- 4 avtonomna okrožja (автономный округ) in
- 1 avtonomna oblast (автономная область).

Nekdaj je bila ena od višjih upravnih enot v carski Rusiji gubernija (губерния), njen sestavni del pa ujezd (уезд).

#### Federalna okrožja
Federalna okrožja (rusko федера́льные округа́, federal'nye okruga) so skupina federalnih subjektov Rusije. Zvezna okrožja niso omenjena v državni ustavi, nimajo lastnih pristojnosti in ne upravljajo regionalnih zadev. Obstajajo izključno za spremljanje skladnosti med zveznimi in regionalnimi pravnimi organi ter za zagotavljanje vladnega nadzora nad javno upravo, sodstvom in zveznimi agencijami, ki delujejo v regijah.
1. Osrednje federalno okrožje (rusko Центра́льный федера́льный о́круг, tr. Central'nyj federal'nyj okrug)
2. Južno federalno okrožje (rusko Ю́жный федера́льный о́круг, tr. Južnyj federal'nyj okrug)
3. Severnokavkaško federalno okrožje (rusko Се́веро-Кавка́зский федера́льный о́круг, tr. Severo-Kavkazskij federal'ny okrug)
4. Severozahodno federalno okrožje (rusko Северо-Западный федеральный округ)
5. Daljnovzhodno federalno okrožje (rusko Дальневосто́чный федера́льный о́круг, tr. Dal'nevostočnyj federal'ny okrug)
6. Sibirsko federalno okrožje (rusko Сиби́рский федера́льный о́круг, tr. Sibirskij federal'ny okrug)
7. Uralsko federalno okrožje (rusko Ура́льский федера́льный о́круг, tr. Uralskij federal'ny okrug)
8. Privolško federalno okrožje (rusko Приво́лжский федера́льный о́круг, tr. Privolžskij federal'nyj okrug)

### Človekove pravice
Kot državo naslednico Sovjetske zveze, Rusko federacijo še vedno zavezujejo isti sporazumi o človekovih pravicah, ki jih je podpisala in sprejela njena predhodnica, kot so mednarodni pakti o državljanskih in političnih pravicah ter ekonomskih, socialnih in kulturnih pravicah. V poznih devetdesetih letih dvajsetega stoletja je Rusija ratificirala tudi Evropsko konvencijo o človekovih pravicah (s pridržkom) in od leta 1998 dalje je Evropsko sodišče za človekove pravice v Strasbourgu postalo zadnje pritožbeno sodišče za ruske državljane iz njihovega nacionalnega pravosodnega sistema. V skladu s 15. členom 1. poglavja ustave iz leta 1993 imajo te izvedbe mednarodnega prava prednost pred nacionalno zvezno zakonodajo.
Rusija je imela, kot nekdanja članica Sveta Evrope in podpisnica Evropske konvencije o človekovih pravicah, mednarodne obveznosti v zvezi s človekovimi pravicami.
S strani demokracij in skupin za človekove pravice se vse pogosteje pojavljajo kritike kršitev človekovih pravic v Rusiji. Amnesty International in Human Rights Watch sta Rusijo označila za nedemokratično ter kritizirali odsotnost političnih pravic ter svoboščin državljanov.
Organizacija Freedom House Rusijo od leta 2004 označuje kot »nesvobodno«. Od 2011 Intelligence Unit skupine the Economist Rusijo uvršča med avtoritarne režime v svojem indeksu demokracije, kjer Rusija zaseda 146. mesto med 167 državami (2022). Organizacija Novinarji brez meja v svojem indeksu svobode medijev Rusijo uvrščajo na 155. mesto med 180 državami (2022).
Ruska vlada je bila s strani političnih disidentov ter aktivistov za človekove pravice kritizirana zaradi nepravičnih volitev, zatiranja opozicijskih strank ter protestov, preganjanja nevladnih organizacij, utišanja ter umorov neodvisnih novinarjev in cenzure medijev in interneta.
V Rusiji so bili pregona deležni muslimani (še posebno salafisti). Ruske oblasti so bile obtožene pobojev, aretacij, prisilnih izginotij in mučenja civilistov z namenom zatiranja vstajnikov v severnem Kavkazu. V Dagestanu so nekateri muslimani bili žrtve nadlegovanja oblasti zaradi svojega izgleda in v operacijah proti vstajnikom so jim razstrelili domove. Čečeni in Inguši so v ruskih zaporih deležni več zlorab kot ostale etnične skupine.
Rusija v velikem obsegu krši človekove pravice na ozemljih, ki jih okupira v Ukrajini. Na Krimu so se po okupaciji leta 2014 začele sistematske kršitve človekovih pravic, vključno z zatiranjem jezikov, verske svobode in sistemsko diskriminacijo Ukrajincev in Krimskih Tatarov. Po ruski invaziji na Ukrajino leta 2022 so se kršitve razširile še na novo okupirana ozemlja. Tam je Rusija vzpostavila »filtracijska taborišča«, kjer so mnogi Ukrajinci podvrženi zlorabam, posilstvom, mučenju, stradanju, umorom, prisilnim deportacijam v Rusijo ter drugim kršitvam človekovih pravic. Deportiranih je bilo 1,6 milijona Ukrajinev, od tega 250.000 otrok. Rusija deportacije zanika in jih imenuje »evakuacija«.
Rusija omejuje LGBT pravice. Od leta 2020 prepoveduje istospolne zakonske zveze in LGBT organizacije klasificira kot »tuje agente«.

### Vojska
Oborožene sile Ruske federacije se delijo na kopenske sile, vojno mornarico in zračno-vesoljske sile ter dve neodvisni veji: strateške raketne sile in zračno-desantne enote. Leta 2021 je imela vojska okrog milijon aktivnih pripadnikov, s čimer se je uvrščala na peto mesto na svetu, in 2–20 milijonov rezervistov. Vojaška služba je obvezna za vse moške v starosti 18–27 in traja eno leto.
Rusija je med petimi prepoznanimi jedrskimi državami in ima največjo zalogo jedrskega orožja na svetu; Rusija poseduje več kot polovico svetovnega jedrskega orožja. Rusija poseduje drugo največjo floto strateških jedrskih podmornic in je ena med samo tremi državami, ki uporabljajo strateške bombnike. Rusija ima tretje najvišje izdatke za vojsko na svetu in je leta 2022 porabila 86,4 mrd USD ali 4,1 % BDP. Do leta 2025 so se zaradi agresije na Ukrajino izdatki za vojsko močno povzpeli na približno 1/3 letnega proračuna države (145 mrd. USD). Leta 2023 je bila tretja največja izvoznica orožja na svetu in je imela veliko ter v celoti domačo obrambno panogo in je tako proizvajala večino svoje vojaške opreme.

### Korupcija
Ruski politični sistem nekateri opisujejo kot oligarhijo, plutokracijo in kleptokracijo. V Evropi Rusija dosega najnižjo uvrstitev na indeksu percepcije korupcije Transparency International; v letu 2021 je dosegla 136. mesto med 180 državami. V začetku vladavine Putina je Rusija padla z 90. mesta leta 2004 na 126. mesto 2005. Korupcija je velik problem države in ima dolgo zgodovino. Vpliv korupcije je viden v različnih sektorjih; podjetništvu, ekonomiji, policiji, vojski, zdravstvu, izobrazbi ter javni upravi. Šibka vladavina prava v državi je en izmed razlogov za korupcijo.
Poskusi boja proti korupciji so se pričeli 1992 pod predsednikom Borisom Jelcinom. 2008 je bil pod Medvedjevem z namenom ratifikacije Konvencije proti korupciji OZN in Kazenskopravne konvencija o korupciji Sveta Evrope sprejet prvi paket protikorupcijskih zakonov. V sledečih letih je bilo sprejetih še več drugih zakonov proti korupciji. S Protikorupcijsko kampanjo, ki še traja, ruska vlada skuša zmanjšati stopnjo korupcije. Od 2012 morajo po novem zakonu vsi uradniki javnih organizacij razkriti vse svoje premoženje. V tem zakonu je bil tudi prvič definiran konflikt interesov za javne uslužbence.
Po 2022 so se opustile mednarodne obveze boja proti korupciji. Rusija se je umaknila iz kazenskopravne konvencije o korupciji in konsistentno onemogoča sodelovanje civilne družbe pri boju proti korupciji. Indeks percepcije korupcije se kljub boju ne izboljšuje in uvrstitev Rusije na lestvici držav ostaja v spodnji četrtini.
Opozicijski politik Aleksej Navalni je ustanovil neprofitno organizacijo Protikorupcijska fundacija, ki je izdala več poročil o vpletenosti visokih uradnikov v korupcijo. Pravni sistem je ugotovitve ignoriral oz. jih uporabljal le za poskuse diskreditacije organizacije. 2019 je bila označena kot »tuji agent« in 2021 kot »ekstremistična« ter ukinjena.

### Pravo in kriminal
Pravo Rusije je osnovano na ustavi. Pravni viri se najpogosteje sklicujejo na civilni zakonik in kazenski zakonik.
Rusija ima drugi največji trg z ilegalnim orožjem na svetu (za ZDA). Po indeksu organiziranega kriminala dosega prvo mesto v Evropi in 32. na svetu. Rusija ima eno izmed največjih populacij v zaporu.

## Gospodarstvo
Rusija ima tržno gospodarstvo z enormnimi naravnimi resursi, zlasti nafto in zemeljskim plinom. Ima deveto največje gospodarstvo po nominalnem BDP in šesto največje po pariteti kupne moči. Velik storitveni sektor ustreza 62 % BDP, industrijski sektor 32 %, kmetijski sektor pa je s 5 % najmanjši. Rusija ima nizko stopnjo brezposelnosti, ki znaša 4,1 %. Njene devizne rezerve so pete največje na svetu in znašajo 540 mrd USD. Ima delovno silo, ki je z okrog 70 mio šesta največja na svetu.
Rusija je 13. največji izvoznik in 21. največji uvoznik na svetu. Močno se zanaša na prihodke iz naslova davkov in izvoznih dajatev na nafto in zemeljski plin, ki so januarja 2022 znašali 45 % prihodkov ruskega zveznega proračuna, leta 2019 pa do 60 % vsega izvoza. Rusija ima eno najnižjih ravni zunanjega dolga med velikimi gospodarstvi, čeprav je njena dohodkovna in premoženjska neenakost med gospodinjstvi ena najvišjih med razvitimi državami. Težava je tudi velika regionalna neenakost.
Po letu 2000 je Rusija doživela desetletje hitre gospodarske rasti, ki je bila posledica visokih cen nafte in rasti deviznih rezerv ter investicij. To se je končalo z okupacijo Krima in izbruhom vojne v Donbasu leta 2014 in prvemu valu zahodnih sankcij, ki so škodovale ruskemu gospodarstvu. Nadaljnje sankcije in bojkoti so sledile ruskemu napadu na Ukrajino leta 2022, Rusija je postala najbolj sankcionirana država na svetu. Rusija od aprila 2022 zaradi učinkov sankcij ne objavlja več velikega dela ekonomskih podatkov o stanju gospodarstva. Kljub obsežnim sankcijam je država ohranila gospodarsko stabilnost zaradi uspešnega prestrukturiranja trgovinskih odnosov in povečanega domačega povpraševanja. Dosegla je tudi gospodarsko rast, ki pa so jo poganjali predvsem veliki izdatki za vojsko ter povečan obseg izvoza energentov. Vseeno pa ekonomisti ocenjujejo, da bodo sankcije imele dolgoročne posledice na gospodarstvo.
Slovensko-ruska gospodarska izmenjava je leta 2022 zrasla kljub sankcijam zaradi rusko-ukrajinske vojne in je obsegala 2,5 mrd EUR, od tega 1,2 mrd izvoz in 1,3 mrd uvoz. Leta 2023 je uvoz močno padel - na manj kot polovico predvojnega stanja. Glavni slovenski izvozni artikel so bili leta 2023 farmacevtski proizvodi, glavni uvozni artikel pa različni naftni derivati. Leta 2023 je bila Rusija 19. največja slovenska trgovinska partnerica.

### Transport in energija
Železniški transport v Rusiji je večinoma pod nadzorom državnih Ruskih železnic. Celotna dolžina železniških tirov je tretja najdaljša na svetu in znaša več kot 87.000 km. Rusija ima z 1,5 mio km cest peto najdaljše cestno omrežje na svetu, gostota cest pa je med najnižjimi na svetu. Ruske celinske vodne poti so s 102.000 km najdaljše na svetu. Med 1218 letališči v Rusiji je najprometnejše letališče Šeremetjevo v Moskvi. Največje pristanišče v Rusiji je Pristanišče Novorossijsk v Krasnodarskem okraju ob Črnem morju.
Rusija velja za energetsko velesilo. Ima največje znane rezerve zemeljskega plina na svetu, druge največje zaloge premoga, osme največje rezerve nafte, in največje zaloge nafte iz skrilavcev v Evropi. Rusija je tudi največji izvoznik zemeljskega plina na svetu, drugi največji proizvajalec zemeljskega plina in drugi največji proizvajalec in izvoznik nafte. Ruska proizvodnja nafte in zemeljskega plina je vodila v globoka ekonomska razmerja z Evropsko unijo, Kitajsko in bivšimi sovjetskimi državami ter državami Vzhodnega bloka. Ruski delež oskrbe celotne EU (vključno z Združenim kraljestvom) z zemeljskim plinom se je v zadnjem desetletju povečal s 25 % leta 2009 na 32 % februarja 2022.
Sredi 2000. let je bil delež nafte in zemeljskega plina v BDP okrog 20 %, leta 2013 pa 20–21 %. Delež nafte in zemeljskega plina v ruskem izvozu je okrog 50 %, prav tako znašajo prihodki zveznega proračuna okrog 50 %, kar je veliko. Dinamika ruskega BDP je močno odvisna od cen nafte in zemeljskega plina, vendar je njihov delež manj kot 50 %. Glede na prvo takšno celovito oceno, ki jo je leta 2021 objavila Ruska statistična agencija Rosstat, znaša delež ruske panoge nafte in zemeljskega plina v ruskem BDP, vključno s črpanjem, rafiniranjem, transportom in prodajo ter vsemi podpornimi dejavnostmi, okrog 19,2 % leta 2019 in 15,2 % leta 2020. To je podobno kot delež BDP na Norveškem in v Kazahstanu. Je veliko manj kot delež v BDP Savdske Arabije ali Združenih arabskih emiratov.
Rusija je leta 2019 ratificirala Pariški sporazum. Toplogredne emisije Rusije so četrte največje na svetu. Rusija je četrti največji proizvajalec elektrike. Rusija je bila tudi prva država na svetu, ki je razvila civilno jedrsko energijo in zgradila prvo jedrsko elektrarno na svetu. Rusija je bila leta 2019 četrti največji proizvajalec jedrske energije na svetu, leta 2021 pa peti največji proizvajalec hidroenergije.

### Kmetijstvo in ribištvo
Ruska kmetijska panoga prispeva k BDP okrog 5 %, čeprav panoga zaposluje okrog eno osmino vse delovne sile. Rusija ima s 1.265.267 km² tretjo največjo obdelano površino na svetu. Vendar je zaradi ostrosti okolja le okrog 13,1 % okolja kmetijske površine in okrog 7,4 % vsega ozemlja je plodnega. Kmetijska površina države velja za žitnico Evrope. Več kot ena tretjina zasejane površine je namenjena krmnim poljščinam, preostala kmetijska zemljišča pa so namenjena industrijskim poljščinam, zelenjavi in sadju. Glavni produkt ruskega kmetijstva je bilo vedno žito, ki zaseda veliko več kot polovico kmetijskih zemljišč. Rusija je največji izvoznik pšenice na svetu, največji proizvajalec ječmena in ajde, med največjimi izvozniki koruze in sončničnega olja ter vodilni proizvajalec gnojil. Najpomembnejša kmetijska območja v državi so v pasu gozdne stepe in stepe ter v južni Sibiriji.
Različni analitiki s področja prilagoditve podnebnim spremembam predvidevajo, da se bodo za rusko kmetijstvo v preostanku 21. stoletja odprle velike priložnosti zaradi povečanja plodne površine v Sibiriji, kar bo vodilo tako v interno, kot tudi eksterno migracijo v to regijo. Zaradi svoje dolge obale med tremi oceani in dvanajstimi robnimi morji ima Rusija šesto največjo ribiško panogo na svetu. Leta 2018 je ujela skoraj 5 mio ton rib. Iz Rusije prihaja najboljši kaviar na svetu, beluga kaviar; Rusija tudi proizvede tretjino vseh rib v konzervah in četrtino vseh svežih ter zamrznjenih rib na svetu.

### Znanost in tehnologija
Rusija je leta 2019 za raziskave in razvoj porabila okrog 1 % svojega BDP, kar je bil deseti najvišji proračun na svetu. Leta 2020 je zasedla deseto mesto na svetu po številu znanstvenih objav z okrog 1,3 mio člankov. Od leta 1904 je bila Nobelova nagrada za fiziko, kemijo, medicino, ekonomijo, literaturo in mir podeljena 26 Sovjetom in Rusom. Rusija je leta 2023 zasedala 51. mesto na Globalnem inovacijskem indeksu, leta 2021 pa 45.
Ruski matematiki so med najbolj vplivnimi na svetu. Od časov Nikolaja Ivanoviča Lobačevskega, ki je bil pionir neevklidske geometrije, do Pafnutija Lvoviča Čebišova, uglednega tutorja. Dimitrij Ivanovič Mendelejev je izumil periodni sistem elementov, glavno orodje sodobne kemije. Devetim sovjetskim in ruskim matematikom je bila podeljena Fieldsova medalja. Grigorij Jakovljevič Perelman je prejel Clay Millenium Prize Problems nagrado za rešitev Poincaréjeve domneve leta 2002 in Fieldsovo medaljo leta 2006.
Aleksander Stepanovič Popov je bil med izumitelji radia, Nikolaj Genadijevič Basov in Aleksander Mihajlovič Prohorov pa sta soizumitelja laserja in maserja. Oleg Vladimirovič Losev je naredil ključne prispevke na področju priključkov polprevodnikov in je odkril svetleče diode. Vladimir Ivanovič Vernadski velja za enega od utemeljiteljev geokemije, biogeokemije in radiometričnega datiranja. Ilja Iljič Mečnikov je znan po svojih inovativnih raziskavah v imunologiji. Ivan Petrovič Pavlov je znan po svojem delu v klasičnem pogojevanju. Lev Davidovič Landau je naredil temeljne prispevke na veliko področjih teoretične fizike.
Nikolaj Ivanovič Vavilov je znan predvsem po odkritju geografskih izvorov kultiviranih rastlin (t. i. Vavilovih centrov). Trofim Denisovič Lisenko je znan zlasti po Lysenkoizmu. Veliko ruskih znanstvenikov je bilo emigrantov. Igor Ivanovič Sikorski je bil pionir letalstva. Vladimir Kozmič Zvorikin je bil izumitelj ikonoskopskih in kineskopskih televizijskih sistemov. Feodosij Grigorjevič Dobržanskij je bil osrednja oseba na področju evolucijske biologije zaradi svojega dela v oblikovanju sodobne sinteze.
Georgij Antonovič Gamov je bil eden najpomemnejših zagovornikov teorije velikega poka.

#### Raziskovanje vesolja
Roskosmos je ruska nacionalna vesoljska agencija. Dosežki države na področju vesoljske tehnologije in raziskovanja vesolja segajo v čas Konstantina Edvardoviča Ciolkovskega, očeta teoretične astronavtike, čigar dela so navdihovala sovjetske raketne inženirje, kot sta bila Sergej Pavlovič Koroljov in Valentin Petrovič Gluško in veliko drugih, ki so prispevali k uspehu Sovjetskega vesoljskega programa v zgodnjih stopnjah vesoljske tekme in kasneje.:6–7,333
4. oktobra 1957 je bil izstreljen prvi umetni satelit v zemeljski orbiti, Sputnik 1. 12. aprila 1961 je bil izstreljen v vesolje prvi človek, Jurij Gagarin. Sledilo je veliko sovjetskih in ruskih rekordov pri raziskovanju vesolja. Leta 1963 je Valentina Vladimirovna Tereškova postala prva in najmlajša ženska v vesolju, leteč sama na odpravi Vostok 6. Leta 1965 je Aleksej Arhipovič Leonov postal prvi človek, ki je izvedel vesoljski sprehod, ko je zapustil kapsulo med odpravo Voshod 2.
Leta 1957 je Lajka, sovjetski vesoljski pes, na Sputniku 2 postala prva žival v orbiti Zemlje. Leta 1966 je Luna 9 postala prvo vesoljsko plovilo, ki je doseglo mehak pristanek na vesoljskem telesu, Luni. Leta 1968 je Zond 5 pripeljal prva Zemeljska živa bitja (dve želvi in druga živa bitja]] v Lunino orbito. Leta 1970 je Venera 7 postala prvo vesoljsko plovilo, ki je pristalo na drugem planetu, Veneri. Leta 1971 je Mars 3 postal prvo vesoljsko plovilo, ki je pristalo na Marsu.:34–60 V istem obdobju je Lunohod 1 postal prvi vesoljski raziskovalni rover, Saljut 1 pa je postal prva vesoljska postaja na svetu.
Aprila 2022 je imela Rusija v vesolju 172 aktivnih satelitov, kar je bilo tretje največ na svetu. Med zadnjim poletom programa Space Shuttle leta 2011 in človeško odpravo podjetja SpaceX leta 2020, so bile rakete Sojuz edina vozila za transportiranje astronavtov na Mednarodno vesoljsko postajo. Luna 25, izstreljena avgusta 2023, je prva od lunarnega raziskovalnega programa Luna-Glob.

### Turizem
Po podatkih Svetovne turistične organizacije je Rusija 16. najbolj obiskana država na svetu in 10. v Evropi. Leta 2018 je imela več kot 24,6 mio obiskov. Po podatkih Federalne agencije za Turizem je število potovanj v Rusijo tujih državljanov leta 2019 znašalo 24,4 mio. Ruski izkupiček mednarodnega turizma je leta 2018 znašal 11,6 mrd USD. Leta 2019 so potovanja in turizem znašali 4,8 % državnea BDP.
Glavne turistične poti v Rusiji vključujejo potovanja po Zlatem obroču Rusije, tematska pot po starodavnih ruskih mestih, križarjenje na velikih rekah, kot je Volga, vzpone na gorske verige, kot je Kavkaz, in potovanja po slavni Transsibirski železnici. Najbolj priljubljene in obiskane točke v Rusiji so Rdeči trg, palača Petergof, Kazanski kremelj, Trojiški samostan sv. Sergija in jezero Bajkal.
Moskva, kozmopolitansko glavno mesto države in zgodovinsko jedro, je živahno megamesto. Ohranja svoje klasične in sovjetske arhitekture ter se ponaša z visoko umetnostjo, baletom svetovnega razreda in sodobnimi stolpnicami. Sankt Peterburg, imperialna prestolnica je znana po klasični arhitekturi, katedralah, muzejih in gledališčih, belih lučeh, prečkanju rek in številnih kanalov. Rusija je svetovno znano po svojih bogatih muzejih, kot so Državni ruski muzej, Ermitaž in Tretjakovska galerija ter po gledališčih, kot sta Bolšoj teater in Mariinsko gledališče. Moskovski kremelj in Cerkev Vasilija blaženega sta med najpomembnejšimi kulturnimi točkami v Rusiji.

## Demografija
Rusija je ena od najredkeje poseljenih in urbaniziranih držav, velika večina prebivalstva pa je zgoščena v svojem zahodnem delu. Na popisu prebivalstva leta 2010 je imela 142,8 mio prebivalcev, na popisu leta 2021 pa 144,7 mio prebivalcev (brez Krima in Sevastopola). Rusija je najbolj naseljena država v Evropi in deveta najbolj naseljena država na svetu z gostoto poselitve 8/km².
Od 1990. let je ruska umrljivost večja od rodnosti, kar so nekateri analitiki poimenovali demografska kriza. Leta 2022 je bila skupna plodnost v Rusiji ocenjena na 1,42 otroka na žensko, kar je pod stopnjo obnovljivosti 2,1 in je ena najnižjih stopenj plodnosti na svetu. Narod ima posledično enega najstarejših prebivalstev na svetu s mediano starosti 40,3 leta. Leta 2009 je zabeležila letno rast prebivalstva prvič v petnajstih letih in od takrat rusko prebivalstvo raste zaradi upadajoče smrtnosti in rastoče rodnosti ter povečanega priseljevanja.
Od leta 2020 se je ruski prirast prebivalstva obrnil, saj je presežna smrtnost zaradi pandemije covida-19 vodila v največji mirodobni upad v zgodovini. Po ruski invaziji na Ukrajino se je demografska kriza v državi poglobila, saj je država utrpela velike žrtve, zahodne sankcije in bojkoti pa so vodili v beg možganov.
Rusija je večnacionalna država z veliko federalnimi subjekti, povezanimi z različnimi manjšinami. V državi je več kot 193 narodnostnih skupin. Ob popisu prebivalstva leta 2010 je bilo okrog 81 % prebivalstva etničnih Rusov, preostalih 19 % pa so bile narodne manjšine; več kot štiri petine ruskega prebivalstva je evropskega izvora, od tega velikanska večina Slovanov, opazni manjšini pa so ugrofinski ljudje ter Germani. Po podatkih Združenih narodov je ruska imigracija tretja največja na svetu in šteje več kot 11,6 mio ljudi; večina prihaja iz postsovjetskih držav, največ iz Srednje Azije.
| Največja mesta države Rusija 2021 Popis | Največja mesta države Rusija 2021 Popis | Največja mesta države Rusija 2021 Popis | Največja mesta države Rusija 2021 Popis | Največja mesta države Rusija 2021 Popis | Največja mesta države Rusija 2021 Popis | Največja mesta države Rusija 2021 Popis | Največja mesta države Rusija 2021 Popis | Največja mesta države Rusija 2021 Popis | Največja mesta države Rusija 2021 Popis |
|                                         | Rang                                    |                                         | Federalni subjekt                       | Preb.                                   | Rang                                    |                                         | Federalni subjekt                       | Preb.                                   |                                         |
| --------------------------------------- | --------------------------------------- | --------------------------------------- | --------------------------------------- | --------------------------------------- | --------------------------------------- | --------------------------------------- | --------------------------------------- | --------------------------------------- | --------------------------------------- |
| Moskva Sankt Peterburg                  | 1                                       | Moskva                                  | Moskva                                  | 13.010.112                              | 11                                      | Rostov na Donu                          | Rostovska oblast                        | 1.142.162                               | Novosibirsk Jekaterinburg               |
| Moskva Sankt Peterburg                  | 2                                       | Sankt Peterburg                         | Sankt Peterburg                         | 5.601.911                               | 12                                      | Omsk                                    | Omska oblast                            | 1.125.695                               | Novosibirsk Jekaterinburg               |
| Moskva Sankt Peterburg                  | 3                                       | Novosibirsk                             | Novosibirska oblast                     | 1.633.595                               | 13                                      | Krasnodar                               | Krasnodarski okraj                      | 1.099.344                               | Novosibirsk Jekaterinburg               |
| Moskva Sankt Peterburg                  | 4                                       | Jekaterinburg                           | Sverdlovska oblast                      | 1.544.376                               | 14                                      | Voronež                                 | Voroneška oblast                        | 1.057.681                               | Novosibirsk Jekaterinburg               |
| Moskva Sankt Peterburg                  | 5                                       | Kazan                                   | Tatarstan                               | 1.308.660                               | 15                                      | Perm                                    | Permski okraj                           | 1.034.002                               | Novosibirsk Jekaterinburg               |
| Moskva Sankt Peterburg                  | 6                                       | Nižni Novgorod                          | Niženovgorodska oblast                  | 1.228.199                               | 16                                      | Volgograd                               | Volgograjska oblast                     | 1.028.036                               | Novosibirsk Jekaterinburg               |
| Moskva Sankt Peterburg                  | 7                                       | Čeljabinsk                              | Čeljabinska oblast                      | 1.189.525                               | 17                                      | Saratov                                 | Saratovska oblast                       | 901.361                                 | Novosibirsk Jekaterinburg               |
| Moskva Sankt Peterburg                  | 8                                       | Krasnojarsk                             | Krasnojarski okraj                      | 1.187.771                               | 18                                      | Tjumen                                  | Tjumenska oblast                        | 847.488                                 | Novosibirsk Jekaterinburg               |
| Moskva Sankt Peterburg                  | 9                                       | Samara                                  | Samarska oblast                         | 1.173.299                               | 19                                      | Toljatti                                | Samarska oblast                         | 684.709                                 | Novosibirsk Jekaterinburg               |
| Moskva Sankt Peterburg                  | 10                                      | Ufa                                     | Baškortostan                            | 1.144.809                               | 20                                      | Barnaul                                 | Altajski okraj                          | 630.877                                 | Novosibirsk Jekaterinburg               |

## Kultura
Ruski pisatelji in filozofi so imeli pomembno vlogo v razvoju evropske literature in misli. Rusi so tudi močno vplivali na klasično glasbo, balet, šport, slikarstvo in film. Narod je tudi močno prispeval k znanosti in tehnologiji ter raziskovanju vesolja.
V Rusiji je 30 mest UNESCO svetovne dediščine, od katerih je 19 kulturnih; 27 mest je na poskusnem seznamu. Velika globalna ruska diaspora je prav tako imela veliko vlogo pri širjenju ruske kulture po svetu. Ruski nacionalni simbol, dvoglavi orel, izvira iz carskega obdobja in je v njenem grbu ter ruski heraldiki. Ruski medved in Mati Rusija sta pogosto uporabljena v personifikacijah države. Matrjoške pogosto veljajo za kulturno ikono Rusije.
Slovensko-ruska kulturna izmenjava je bogata in vključuje npr. skrb za Rusko kapelico na Vršiču, ki so jo med 1. svetovno vojno zgradili vojni ujetniki iz Ruskega cesarstva. Kulturne prireditve organizirata društvo Slovenija – Rusija in Ruska dača. V času Kraljevine SHS je prišlo v državo veliko ruskih profesorjev.

### Umetnost in arhitektura
Zgodnje rusko slikarstvo predstavljajo ikone in vibrantne freske pod bizantinskim vplivom. Na začetku 15. stoletja je mojster ikon Andrej Rubljov narisal eno od najbolj cenjenih religioznih umetnosti. Ruska akademija umetnosti, ki je bila ustanovljena leta 1757 za učenje ruskih umetnikov, je pripeljala v Rusijo zahodne tehnike posvetnega slikanja. V 18. stoletju so postali vplivni akademiki Ivan Argunov, Dmitrij Levicki in Vladimir Borovikovski. Na začetku 19. stoletja sta Karl Brjullov in Aleksander Andrejevič Ivanov ustvarila veliko pomembnih slik in sta znana po svojih romantičnih zgodovinskih oljnih slikah. Še en romantični slikar je bil Ivan Konstantinovič Ajvazovski, ki velja za enega največjih mojstrov pomorske umetnosti.
V 1860. letih je skupina kritičnih realistov (Peredvižniki) pod vodstvom Ivana Kramskega, Ilje Repina in Vasilija Perova prekinila z akademijo in je v slikah portretirala večstranske vidike družabnega življenja. Prelom z 20. stoletjem je pomenil dvig simbolizma; predstavljata ga Mihail Vrubel in Nikolaj Rerih. Ruska avantgarda je cvetela približno med leti 1890 in 1930; globalno vplivni umetniki iz tega obdobja so El Lisicki, Kazimir Severinovič Malevič, Natalja Gončarova, Vasilij Kandinski in Marc Chagall.
Zgodovina ruske arhitekture se začne z zgodnimi lesenimi stavbami starih Slovanov in cerkveno arhitekturo Kijevske Rusije. Po pokristjanjevanju Kijevske Rusije je bila več stoletij predvsem pod vplivom bizantinske arhitekture. Aristotle Fioravanti in drugi italijanski arhitekti so v Rusijo prineslie renesačne trende. V 16. stoletju je prišlo do razvoja šotorskih cerkev in čebulastih kupol, ki so značilna lastnost ruske arhitekture. V 17. stoletju je v Moskvi in Jaroslavlju cvetel vilasti način okrasitve in je počasi utiral pot Nariškinemu baroku iz 1680. let.
Po reformah Petra Velikega je ruska arhitektura postala pod večjim vplivom Zahodnoevropskih slogov. Okus za rokoko arhitekturo je vodil v odlična dela Francesca Bartolomea Rastrellija in njegovih sledilcev. Najvplivnejši ruski arhitekti 18. stoletja so Vasilij Baženov, Matvej Kazakov in Ivan Starov, ki so ustvarili trajne spomenike v Moskvi in Sankt Peterburgu in vzpostavili osnovo za bolj ruske oblike, ki so sledile. Med vladavino Katarine Velike je Sankt Peterburg postal muzej neoklasične arhitekture na prostem. Pod Aleksandrom I. je Empir postal de facto arhitekturni slog. V drugi polovici 19. stoletja sta prevladovala neobizantinski slog in slog ponovne obuditve. Na začetku 20. stoletja je postal trend ruska neoklasična ponovna obuditev. Prevladujoči slogi poznega 20. stoletja so Art Nouveau, konstruktivizem in socialistični klasicizem.

### Glasba
Od 10. stoletja naprej so bili prisotni potujoči ljudski pevci, skomorohi. Glasba v Kijevski Rusiji je bila pod bizantinskim vplivom (a capella). Od 13. stoletja so bile značilne biline, junaške epske pesmi v ruski folklori. Glasbeno središče države je bil od 13. stoletja Novgorod, od 16. stoletja pa Moskva. Pisali so inštrumentalno glasbo za citre, gusle in gudok. V sakralni glasbi je prevladovalo večglasje. Leta 1736 je nastala prva operna predstava, leta 1756 pa prvo operno gledališče v Sankt Peterburgu.
Do 18. stoletja je bila glasba v Rusiji sestavljena večinoma iz cerkvene glasbe in ljudskih pesmi ter plesov. V 19. stoletju je bila opredeljena z napetostjo med klasičnimi skladatelji (Mihail Glinka) skupaj z drugimi člani mogočne peterke, ki jih je pozneje nasledil krog Beljajeva, in Ruskim glasbenim društvom, ki sta ga vodila skladatelja Anton in Nikolaj Rubinstein. Poznejšo tradicijo Petra Iljiča Čajkovskega, enega največjih skladateljev Romantičnega obdobja, ki je obe skrajnosti združil, je v 20. stoletju nadaljeval Sergej Vasiljevič Rahmaninov. Svetovno znani skladatelji iz 20. stoletja so med drugimi Aleksander Nikolajevič Skrjabin, Aleksander Glazunov, neoklasicista Igor Stravinski in Sergej Prokofjev ter ekspresionist Dmitrij Šostakovič, in pozneje Edison Denisov, Sofija Gubajdulina, Georgij Sviridov ter Alfred Garjevič Šnitke.
V sovjetskem obdobju je delovalo več znanih skladateljev žanra popularne glasbe, kot sta pevca balad Vladimir Semjonovič Visocki in Bulat Okudžava, in izvajalci, kot je Ala Pugačova. Čeprav so sovjetske oblasti džez sankcionirale, je ta cvetel in se razvil v eno najbolj priljubljenih glasbenih oblik. V 80. letih je postal v Rusiji priljubljen rock in nastale so skupine, kot so Aria, Akvarium, DDT, in Kino; pevec slednje je bil sploh velikanska osebnost. Od 60. let cveti v Rusiji pop glasba z globalno znanimi skupinami, kot je t.A.T.u.

### Književnost in filozofija
Ruska književnost velja za eno najvplivnejših in najbolj razvitih na svetu. Slediti ji je možno od srednjega veka, ko so bili napisani epi in kronike v starovzhodnoslovanščini. V obdobju razsvetljenstva je književnost z deli Mihaila Vasiljeviča Lomonosova, Denisa Ivanoviča Fonvizina, Gavrila Deržavina in Nikolaja Karamzina zrasla na pomenu. V zgodnjih 30. letih 19. stoletja, med zlato dobo ruske poezije, je književnost doživela osupljivo zlato dobo v poeziji, prozi in drami. Romantika je omogočila razcvet pesniškega talenta Vasilija Žukovskega, pozneje pa je prišel v ospredje njegov varovanec Aleksander Sergejevič Puškin. Sledeč stopinjam Puškina se je rodila nova generacija pesnikov, vključno z byronistom Mihailom Jurjevičem Lermontovim, Nikolajem Nekrasovim, Aleksejem Konstantinovičom Tolstojem, Fjodorjem Tjutčevim in Afanasijem Fetom.
Prvi ruski veliki romanopisec je bil Nikolaj Vasiljevič Gogolj, ki je razvil naturalno šolo. Sledil mu je Ivan Sergejevič Turgenjev, ki je bil mojster tako kratkih zgodb kot tudi romanov; njegovo delovanje pomeni vrhunec realizma. Realista Fjodor Dostojevski in Lev Nikolajevič Tolstoj sta hitro mednarodno zaslovela. Mihail Saltikov Ščedrin je pisal satiro, Nikolaj Semjonovič Leskov pa je najbolj uspel s kratkimi leposlovnimi zgodbami. V drugi polovici stoletja je Anton Pavlovič Čehov uspel s kratkimi zgodbami in postal vodilni dramaturg. Pod vplivom francoskega razsvetljenstva je v drugi polovici 18. stoletja deloval pravljičar Ivana Andrejeviča Krilova, neleposlovni pisatelji, kot je kritik Visarjon Belinski in dramatike kot sta Aleksander Gribojedov in Aleksander Ostrovski. Začetek 20. stoletja velja za srebrno dobo ruske poezije. V tem obdobju so delovali pesniki, kot so Aleksander Blok, Ana Andrejevna Ahmatova, Boris Leonidovič Pasternak in Konstantin Balmont. Prav tako so delovali prvovrstni romanopisci in pisci kratkih zgodb, kot so Aleksandr Kuprin, nobelovec Ivan Aleksejevič Bunin, Leonid Andrejev, Jevgenij Ivanovič Zamjatin in simbolisti Andrej Beli, Dmitrij Sergejevič Merežkovski, Fjodor Sologub, Aleksander Aleksandrovič Blok in Valerij Jakovljevič Brjusov. V obdobju moderne sta delovala pesnika Inoketij Fjodorovič Anenski in Afanasij Afanasjevič Fet ter pisatelja Anton Pavlovič Čehov in Vsevolod Mihajlovič Garšin. Predstavnika akmeizma in futurizma sta bila Vladimir Vladimirovič Majakovski in Viktor Vladimirovič Hlebnikov.
Po ruski revoluciji leta 1917 se je ruska književnost razdelila na sovjetsko in belo emigrantsko. V 30. letih 20. stoletja je prevladujoč trend v Rusiji postal socialistični realizem. Njegova vodilna osebnost je bil Maksim Gorki, ki je postavil temelje za ta slog. Mihail Afanasjevič Bulgakov je bil eden vodilnih piscev sovjetskega obdobja. Roman Nikolaja Ostrovskega Kako je bilo jeklo ojačano je bil med najboljšimi deli ruske književnosti. Vplivni emigrantski pisci vključujejo Vladimirja Nabokova in Isaaca Asimova, ki velja za enega od Velikih treh znanstvenofantastičnih piscev. Z nastopom destalinizacijske odjuge se dvigne družbenokritična literatura A. P. Platonova, I. G Erenburga in nobelovec Aleksander Solženicin, ki je pisal o življenju v gulagih.
Ruska filozofija je bila zelo vplivna. Aleksander Ivanovič Gercen velja za enega od očetov agrarnega populizma. Mihail Bakunin velja za očeta anarhizma. Peter Kropotkin je najpomembnejši avtor anarhokomunizma. Pisanje Mihaila Bahtina je močno vplivalo na strokovnjake. Helena Blavacki je dobila mednarodne sledilce kot vodilna teoretičarka teozofije in je soustanovila Teozofično društvo. Vladimir Lenin, pomemben revolucionar, je razvil različico komunizma, ki je znana kot leninizem. Lev Trocki je po drugi strani ustanovil trockizem. Aleksander Zinovjev je bil pomemben filozof v drugi polovici 20. stoletja. Aleksander Dugin velja za »guruja geopolitike«.
V politično-filozofskih razprave se na začetku 19. stoletja pojavita dve strani: zahodnjaki (npr. Ivan Turgenjev) in slavofili (npr. Konstantin Aksakov).

### Kulinarika
Na rusko kulinariko je vplivalo podnebje, kulturne in verske tradicije ter ogromna geografija naroda; podobnosti deli s kulinariko sosednjih držav. Poljšine rž, pšenica, ječmen in proso so sestavine različnih kruhov, palačink in žit ter različnih pijač. Kruh v več različicah je zelo priljubljen širom Rusije. Okusne juhe in obare so med drugim šči, boršč, uha, soljanka in okroška. smetana in majoneza sta pogosto dodani juham in solatam. Pirožki, blini, in sirniki so avtohtone oblike palačink. Govedina Stroganov,:266 Piščanec po kijevsko,:320 pelmeni in šašlik so priljubljene mesne jedi. Druga mesna jed so sarme (golubci), običajno napolnjene z mesom. Solate so med drugim ruska solata, vinegret in oblečena sled.
Ruska nacionalna brezalkoholna pijača je kvas, nacionalna alkoholna pijača pa vodka; njena proizvodnja v Rusiji (in drugod) sega v 14. stoletje. Država ima največjo porabo vodke na svetu, pivo pa je najbolj priljubljena alkoholna pijača. Vino je v 21. stoletju vse bolj priljubljeno. Čaj je v Rusiji priljubljen že stoletja.

### Množični mediji in film
V Rusiji je več kot 400 tiskovnih agencij, mednarodno največje pa so TASS, RIA Novosti, Sputnik in Interfax. Najbolj priljubljen medij v Rusiji je televizija. Med 3000 licenziranimi radijskimi postajami v državi so najbolj znane Radio Rossiji, Vesti FM, Eho Moskve, Radio Majak in Russkoje Radio. Od 16.000 registriranih časopisov so najbolj priljubljeni Argumenty i Fakty, Komsomolskaya Pravda, Rossijskaja Gazeta, Izvestija in Moskovskij Komsomolec. Državni Prvi kanal in Rusija-1 sta vodilna kanala z novicami, RT pa je vodilni v ruskih mednarodnih medijskih operacijah. Rusija ima največje tržišče za videoigre v Evropi z več kot 65 mio igralci v državi.
Ruski in pozneje sovjetski film je bil leglo inovacij, kar je vodilo v svetovno znane filme, kot je Križarka Potemkin, ki je bila na bruseljskem svetonem sejmu leat 1958 razglašena za najboljši film vseh časov. Sovjetski ustcarjalci filmov, predvsem Sergei Eisenstein in Andrej Tarkovski, so bili eni najbolj inovativnih in vplivnih režiserjev na svetu. Eisenstein je bil učenec Leva Kuleševa, ki je razvil inovativno sovjetsko teorijo montaže v urejanju filma na prvi filmski šoli na svetu, Vsesovjetskem inštitutu filma. 
Teorija Kino-oko Dzige Vertova je imela ogromen vpliv na razvoj dokumentarnih filmov in filmski realizem. Veliko sovjetskih realističnih filmov je bilo umetnostno uspešnih, tako Čapajev, Letijo žerjavi in Balada vojaka.
V 60. in 70. letih 20. stoletja je v sovjetskem filmu bilo več različnih umetnostnih slogov. Komedije Eldarja Rjazanova in Leonida Gajdaja so bile takrat izjemno priljubljene, veliko fraz pa je še vedno v uporabi. Sergej Bondarčuk je v letih 1961–1968 režiral filmsko serijo filmske priredbe epične klasike Leva Tostoja Vojna in mir, ki je bila najdražji film, narejen v Sovjetski zvezi in je bil nagrajena z oskarjem. Leta 1969 je bil izdan film Vladimirja Motila Belo sonce puščave, zelo priljubljen film v zvrsti ostern; film tradicionalno gledajo kozmonavti pred potovanjem v vesolje. Po razpadu Sovjetske zveze je ruska filmska panoga doživela velike izgube, vendar od poznih 2000. let ponovno doživlja rast in širitve.

### Šport
Od poletnih olimpijskih iger 1952 do poletnih olimpijskih iger 2012 niso sovjetski in pozneje ruski atleti nikoli padli pod tretje mesto po skupnem številu medalj. Po številu medalj na vseh olimpijskih igrah so sovjetske/ruske ekipe na drugem mestu za ZDA. Ruski atleti so bili zgodovinsko eni najbolj uspešnih na olimpijskih igrah. Ruska federacija se je udeležila sedmih poletnih in osmih zimskih olimpijskih iger. Še treh poletnih olimpijskih iger se je udeležil Ruski imperij. ZSSR se je udeležila devetih poletnih in devetih zimskih olimpijskih iger. V Moskvi so potekale Poletne olimpijske igre 1980, Zimske olimpijske igre 2014 in Zimske paraolimpijske igre 2014 pa so potekale v Sočiju.
Rusija je vodilna država v ritmični gimnastiki, rusko sinhrono plavanje pa velja za najboljšega na svetu. Umetnostno drsanje je še en šport, ki je priljubljen v Rusiji. Rusija je imela veliko pomembnih igralcev tenisa. Zelo priljubljen hobi v državi je šah in desetletja so bili ruski igralci najboljši na svetu.
V Rusiji je zelo priljubljen hokej na ledu in sovjetska hokejska reprezentanca je šport mednarodno dominirala v celem času svojega obstoja. Ruski nacionalni šport je bandy in zgodovinsko je bila Rusija najbolj uspešna država v tem športu. Ruska košarkarska reprezentanca je zmagala na Evropskem prvenstvu v košarki 2007, ruski košarkarski klub CSKA Moskva je med najbolj uspešnimi evropskimi košarkarskimi ekipami. Letna Formula 1 Velika nagrada Rusije je potekala na Avtodromu Soči v Olimpijskem parku Soči vse do prekinitve po ruskem napadu na Ukrajino leta 2022.
V Rusiji ima dolgo tradicijo tudi nogomet. Sovjetska reprezentanca je z zmago na Evropskem prvenstvu v nogometu 1960 postala prvi evropski prvak, na Evropskem prvenstvu v nogometu 1988 pa je dosegla finale. Ruska kluba CSKA Moskva in Zenit Sankt Peterburg sta zmagala evropsko ligo v letih 2005 in 2008. Ruska nogometna reprezentanca je na Evropskem prvenstvu v nogometu 2008 dosegla polfinale. Rusija je bila država gostiteljica za pokal konfederacij 2017 in Svetovno prvenstvo v nogometu 2018. Trenutno so ruske ekipe suspendirane s FIFA in UEFA tekmovanj.
Rusiji je bilo zaradi (tudi državno organiziranega) dopinga odvzetih 43 olimpijskih medalj, kar je največ med vsemi državami in predstavlja skoraj tretjino vseh odvzetih medalj na svetu. Zaradi dopinga in poskusov vmešavanja v preiskave je Rusiji bilo 2019 prepovedano nastopanje na vseh mednarodnih tekmovanjih za 4 leta (kasneje zmanjšano na 2), med drugim tudi na poletnih olimpijskih igrah 2020. Zaradi invazije in okupacije dela Ukrajine je Rusiji trenutno prepovedano sodelovati v velikem številu različnih mednarodnih tekmovanj, sodelovanje na Poletnih olimpijskih igrah 2024 bo dovoljeno le pod nevtralno zastavo.
Leta 2008 je bilo v Rusiji 2687 stadionov z vsaj 1500 sedišči in 3762 bazenov.